# Jumping All Over the World
Jumping All Over the World è il tredicesimo album del gruppo degli Scooter, pubblicato nel 2007.
L'album rappresentò una svolta stilistica della band, introducendo una variante della jumpstyle dai toni più melodici, allegri e commerciali, fortemente influenzata dall'eurotrance di enorme successo nei primi anni Duemila nel Nord Europa.
L'album ebbe un ottimo successo commerciale in Europa, in particolare nel Regno Unito dove ottenne il riconoscimento di disco di platino. Il brano Jumping all over the world rimase primo nelle classifiche inglesi per diverse settimane, eguagliando in termini di popolarità The Logical Song del 2001. La popolarità che ottenne l'album fu tale da permettere la diffusione della jumpstyle (sia come genere musicale che come ballo) nell'ambito mainstream, prima genere maggiormente correlato all'hardstyle e ad ambienti più underground.

## Tracce
1. The Definition – 1:25
2. Jumping All Over the World – 3:48
3. The Question Is What Is the Question? – 3:46
4. Enola Gay – 3:59
5. Never Ending Story – 3:52
6. And No Matches – 3:31
7. Cambodia – 5:23
8. I'm Lonely – 4:02
9. Whistling Dave – 3:39
10. Marian – 4:55
11. Lighten Up the Sky – 6:19
12. The Hardcore Massive – 4:25
13. The Greatest Difficulty – 0:20